# Alfonso Niccolai
Alfonso Niccolai, né le 31 décembre 1706 à Lucques et mort en 1784 à Florence, est un prêtre jésuite philologue et littérateur italien.

## Biographie
Né à Lucques le 31 décembre 1706, il entra chez les jésuites à Rome le 16 février 1723, et fit ses derniers vœux le 15 août 1740. Il se livra dès sa jeunesse à l’étude de la littérature, et se fit un nom par la pureté de son goût et l’élégance de son style. Il passa la plus grande partie de sa vie à Rome et à Florence, tantôt expliquant en chaire les Saintes Écritures, tantôt s’acquittant de l’emploi de théologien impérial qui lui avait été conféré sous François II, empereur et grand-duc de Toscane, et qu’il conserva sous Léopold. Après la suppression de la Compagnie de Jésus en 1773 Niccolai se retire dans le couvent des cisterciens de Florence jusqu'à sa mort.
Il était membre de l’Académie d'Arcadie.

## Œuvres
Ses ouvrages sont en italien :
- Mémoires historiques sur St-Blaise, évêque et martyr, Rome, 1762, in-4° ; ils renferment une Dissertation critique sur les actes du saint ;
- Panégyriques et pièces en prose toscane, 1753, in-4° ;
- Dissertations et leçons sur l’Écriture sainte, 13 vol. in-4°, dont 7 sur la Genèse, 1 sur l’Exode, 2 sur Daniel, et 1 sur chacun des livres suivants, Esther, Judith et Tobie. L’auteur y met à contribution la physique, la théologie, la chronologie et l’histoire.
- Discours sur le Sacré-Cœur de Jésus, et Panégyrique du bienheureux Alexandre Sauli. Ces écrits sont insérés dans différents recueils.
- Pièces en prose toscane, dans les genres oratoire, scientifique et historique, 3 vol. in-4° ; on y trouve des morceaux déjà publiés par l’auteur ;
- Entretiens (Ragionamenti) sur la religion, Gênes, 1770, 8 vol. in-8° ; la pureté du style s’y joint à la force des raisonnements contre les incrédules.